# Prisma heptagonal
En geometría, el prisma heptagonal es un prisma con base heptagonal. Este poliedro tiene 9 caras, 21 aristas y 14 vértices.
Como tiene 9 caras, se trata de un eneaedro o nonaedro.
Un prisma heptagonal es recto si las aristas laterales y las caras laterales son perpendiculares a las caras de la base, siendo las caras laterales rectangulares. En caso contrario, el prisma es oblicuo. Suele llamarse regular al prisma recto, aunque realmente se trata de un poliedro semirregular.

## Área
El área de un prisma heptagonal recto es la suma de las áreas de las caras laterales (rectangulares) y de las áreas de las bases (heptagonales). Si la altura del prisma es {\displaystyle h}, el lado de la base es {\displaystyle L} y su apotema es {\displaystyle a_{p}}, el área del prisma es
{\displaystyle A=7L\cdot (a_{p}+h)}

## Volumen
El volumen de un prisma heptagonal recto es el producto del área de su base por la altura del prisma. Si la altura del prisma es {\displaystyle h}, el lado de la base es {\displaystyle L} y su apotema es {\displaystyle a_{p}} su volumen es
{\displaystyle V={\frac {7}{2}}\cdot h\cdot L\cdot a_{p}}
Por el principio de Cavalieri, el volumen del prisma heptagonal oblicuo coincide con el del prisma heptagonal recto.

## Figura de vértices
En cada vértice del prisma coinciden dos caras cuadradas y una de las dos bases heptagonales.
|  |  |

## Teselado esférico
El prisma heptagonal también se puede ver como un teselado sobre una esfera:

## Poliedros relacionados
| Familia de prismas n-gonales uniformes | Familia de prismas n-gonales uniformes | Familia de prismas n-gonales uniformes | Familia de prismas n-gonales uniformes | Familia de prismas n-gonales uniformes | Familia de prismas n-gonales uniformes | Familia de prismas n-gonales uniformes | Familia de prismas n-gonales uniformes | Familia de prismas n-gonales uniformes | Familia de prismas n-gonales uniformes | Familia de prismas n-gonales uniformes | Familia de prismas n-gonales uniformes | Familia de prismas n-gonales uniformes | Familia de prismas n-gonales uniformes |
| Nombre                                 | Prisma digonal                         | (Trigonal) Prisma triangular           | (Tetragonal) Prisma cuadrado           | Prisma pentagonal                      | Prisma hexagonal                       | Prisma heptagonal                      | Prisma octogonal                       | Prisma eneagonal                       | Prisma decagonal                       | Prisma endecagonal                     | Prisma dodecagonal                     | ...                                    | Prisma apeirogonal                     |
| -------------------------------------- | -------------------------------------- | -------------------------------------- | -------------------------------------- | -------------------------------------- | -------------------------------------- | -------------------------------------- | -------------------------------------- | -------------------------------------- | -------------------------------------- | -------------------------------------- | -------------------------------------- | -------------------------------------- | -------------------------------------- |
| Imagen                                 |                                        |                                        |                                        |                                        |                                        |                                        |                                        |                                        |                                        |                                        |                                        | ...                                    |                                        |
| Imagen teselado esférico               |                                        |                                        |                                        |                                        |                                        |                                        |                                        |                                        |                                        |                                        |                                        | Imagen teselado plano                  |                                        |
| Conf. vértices                         | 2.4.4                                  | 3.4.4                                  | 4.4.4                                  | 5.4.4                                  | 6.4.4                                  | 7.4.4                                  | 8.4.4                                  | 9.4.4                                  | 10.4.4                                 | 11.4.4                                 | 12.4.4                                 | ...                                    | ∞.4.4                                  |
| Diagrama de Coxeter-Dynkin             |                                        |                                        |                                        |                                        |                                        |                                        |                                        |                                        |                                        |                                        |                                        | ...                                    |                                        |